# حمید جاسمیان
حمید جاسمیان (زاده ۳ شهریور ۱۳۱۵ – درگذشته ۵ اردیبهشت ۱۴۰۰) بازیکن فوتبال اهل ایران بود و در پست دفاع آخر بازی می‌کرد و سابقه حضور در رشته دو و میدانی را نیز داشت و به تیم ملی دو و میدانی نیز دعوت شد.

## زندگی‌نامه

### پیوستن به پرسپولیس
حمید جاسمیان در مصاحبه‌ای با ایلنا بیان کرده که پیش از بازی شاهین و تهرانجوان بین دکتر اکرامی و رئیس وقت فدراسیون فوتبال درگیری پیش آمد که سبب شد تعدادی از بازیکنان نظیر هادی طاووسی، محراب شاهرخی، بیوک وطنخواه، حمید شیرزادگان و همایون بهزادی از تیم شاهین کنار گذاشته شوند و آنها نیز نزد علی عبده رفتند و پیشنهاد تأسیس تیم فوتبال پرسپولیس را به او بدهند و او موافقت کرد. اولین حضور او در پرسپولیس با برد ۲ بر هیچ در برابر دارایی همراه بود.
جاسمیان به مدت چهار سال در تیم پرسپولیس بود که در آن مدت موفق به دست یافتن به سه عنوان قهرمانی شد.

### درگذشت
جاسمیان در تاریخ ۵ اردیبهشت ۱۴۰۰ بر اثر ابتلا به بیماری کووید ۱۹ درگذشت.  